# نجع خضر
قرية نجع خضر هي إحدى القرى التابعة لمركز ديروط في محافظة أسيوط في جمهورية مصر العربية. حسب إحصاءات سنة 2006، بلغ إجمالي السكان في نجع خضر 3436 نسمة، منهم 1788 رجل و1648 امرأة.